# 阿爾瓦 (蘇格蘭)
阿尔瓦（英語：Alva），或譯阿罗威，是位於苏格兰克拉克曼南郡奥克尔山南麓的一個镇，离多勒镇西11公里。人口約有5,000人，产业以银矿和纺织业为主。

## 外部連結
- 阿尔瓦镇 （页面存档备份，存于）